# Randy Quaid
Randall Rudy "Randy" Quaid (født 1. oktober 1950) er en Golden Globe Awardvinder og en Oscar-, Emmy Award-, samt BAFTA Award-nomineret amerikansk skuespiller og komiker. Han er bedst kendt for sine roller i Independence Day (film) (1996), Kingpin (1996), Brokeback Mountain (2005), og CBS miniserien Elvis (2005).

## Personlige liv
Randy Quaid blev født i Houston, Texas, som søn af Juanita Bonniedale "Nita" (født Jordan), en ejendomsmægler, og William Rudy Quaid, en elektriker. Han er storebror til skuespilleren Dennis Quaid. Quaid er gift med den tidligere Helmut Newton-model Evi Quaid. Randy gik på Pershing Middle School og Bellaire High School.

## Spillefilm
I hans mere end 30-årige karriere har Quaid spillet med i mere end 90 film. Peter Bogdanovich opdagede ham mens Quaid studerede ved University of Houston i Houston. Hans første gang foran kameraet var i The Last Picture Show. Han rolle eskorterer Jacy Farrow (spillet af Cybill Shepherd) til en gang sen indendørs nøgenbadning i en swimmingpool. Dette var den første af flere roller han fik, hvor instuktøren var Bogdanovich og/eller filmen var baseret på Larry McMurtrys forfatterskab.
Quaids første store rolle var i den anmelderroste 70'er film The Last Detail. Han spillede en ung US Navy matros, der er på vej til at ruske tremmer i lang tid for at have stjålet $ 40 fra en admirals kones kæledyrsvelgørenhed. Jack Nicholson spillede den fuldendte 70'er æra karrierematros, der er sat til at transportere ham til fængsel. Nicholsons rolle bliver til sidst hans ven og mentor, og hjælper ham med at opleve forskellige aspekter af livet, før han skal bag tremmer.
Quaid blev nomineret til en Golden Globe, BAFTA og en Oscar for sin rolle i The Last Detail (1973). Han blev også nomineret til en Emmy og vandt en Golden Globe for sit portræt af præsident Lyndon Johnson i LBJ: The Early Years. Han spillede med i (sammen med Margaret Colin) to science fictionfilm, den kiksede Martians Go Home og den succesfulde Independence Day. A andre film kan nævnes Kingpin, hvor han spillede den elsklige amish bowler Ishmael, sammen med Woody Harrelson og Vanessa Angel, en taberfar i Not Another Teen Movie, samt en belastende nabo til Richard Pryor i Moving. Han spillede hovedrollen i HBO-filmen Dead Solid Perfect, som en golfspiller, der prøvede lykken på PGA-touren. Han blev også populær i National Lampoons Fars fede ferie-filmene som "Fætter Eddie" til Chevy Chases Clark W. Griswold.
I 2005 spillede Quaid Bill Geurrard i The Ice Harvest. Hans skræmmende portrættering af en Kansas City mafiaboss blev stemt ind på en top ti over alle tiders bedste gangsterfilm i Storbritannien; nummer et blev Marlon Brando.
Quaid havde en central birolle i den oscarvindene drama Brokeback Mountain (fra 2005) hvor han spiller en homofobisk ranchejer, hvis to mandlige medarbejdere er filmens hovedpersoner. 23. marts 2006 sagsøgte Quaid Focus Features, Del Mar Productions, James Schamus og David Linde, med krav om $ 10 millioner plus skadeserstatning, med begrundelsen, at de begge to med vilje og forsømmeligt havde givet et misvisende billede af Brokeback Mountain som værende en "lavbudget, art house film med intet håb om at kunne indspille et overskud" for at få Quaid til at spille med for et betydelig lavere beløb end hans normale tarif. Filmen indtjente over $ 160 millioner. 5. maj 2006 droppede Quaid sit søgsmål efter han fik at vide, at man ville finde en økonomisk løsning på problemet.
I 2007 portrætterede Quaid Karl 4. af Spanien i Goya's Ghosts, hvor han lærte at spille violin, samt spillede med i komedien fra 2008 Ball’s Out: The Gary Houseman Story sammen med Seann William Scott.

## Tv
Quaid modtog både en Golden Globe- og Emmy-nominering for hans 2005 portrættering af talentmanageren Colonel Tom Parker i den anmelderroste CBS miniserie Elvis. Blandt andre af Quaids tvoptrædener kan nævnes en sæson på holdet bag Saturday Night Live (1985–1986), rollen som revolvermanden John Wesley Hardin i miniserien Streets of Laredo og en ledende rolle i den kortlivede serie The Brotherhood of Poland, New Hampshire (2003) og Davis Rules (1991-1992), såvel som i den todelte filmatisering af John Steinbecks roman Mus og mænd, hvor han spillede rollen som Lenny. Han medvirkede i de populære tv-film Category 6: Day of Destruction og Category 7: The End of the World, og spillede med i Last Rites, en kabel-premierefilm.
Quaid har også lagt stemme til den animerede Colonel Sanders-karakter i radio- og tv-reklamerne for fast food-restaurantkæden Kentucky Fried Chicken.

### Teater
I 2004 optrådte Quaid på de skrå brædder i hovedrollen som Frank i verdenspremieren af Sam Shepards The God of Hell produceret af New School University på Actors Studio Drama School i New York. I The God of Hell blev Quaids portrættering af Frank, en landmand med malkekøer fra Wisconsin, hvis hjem infiltreres af en farlig regeringsarbejder, der ønsker at overtage hans gård, vel modtaget af New Yorks topkritikere. Det var også anden gang Quaid medvirkede i et Shepard skuespil, hvor det første var det længe kørende Broadway hit True West.
I februar 2008 bandlyste en fem mand stor høringskomité fra Actors' Equity Association, fagforeningen, der repræsenterer amerikanske sceneskuespillere, Quaid for bestandigt og tildelte ham en bøde på $ 81.000. Anklagerne, der førte til sanktionerne kom udaf en produktion af Lone Star Love, en westernudgave af Shakespeares The Merry Wives of Windsor i Seattle, hvori Quaid spillede hovedrollen som Falstaff. Musicalen var planlagt til at komme til Broadway, men producerne aflyste dette. Ifølge New York Post, anlagde alle de 26 medvirkende skuespillere sag mod Quaid med begrundelsen, at han havde "psykisk and mundtligt overfuset sine kollegaer", og at showet snarere lukkede ned end at fortsætte Broadway på grund af Quaids "oddball behavior". Quaids advokat, Mark Block, sagde, at anklagerne var falske, og at en af de skuespillere, der havde anlagt sagen, havde påstået at de blev drevet af producerne, der ikke ville give Randy sine kontraktlige rettigheder til kreativ kontrol. Block hævdede også, at Quaid havde forladt fagforeningen før musicalen startede, hvilket gjorde udelukkelsen diskutabel, og Quaid havde kun deltaget i høringerne fordi han ønskede en fair retssag. Quaids eget udsagn om sagen: "I am guilty of only one thing: giving a performance that elicited a response so deeply felt by the actors and producers with little experience of my creative process that they actually think I am Falstaff."

## Filmografi
| - Ball’s Out: The Gary Houseman Story (2008) - Real Time (2008) - Last Flag Flying (2007) - Goya's Ghosts (2006) - Category 7: The End of the World (2005) - The Ice Harvest (2005) - Brokeback Mountain (2005) - Category 6: Day of Destruction (2004) - Home on the Range (2004) (stemme) - Milwaukee, Minnesota (2003) - Kart Racer (2003) - Carolina (2003) - Grind (2003) - Black Cadillac (2003) - Frank McKlusky, C.I. (2002) - The Adventures of Pluto Nash (2002) - Not Another Teen Movie (2001) - George Wallace: Settin' the Woods on Fire (dokumentar fra 2000) - The Adventures of Rocky and Bullwinkle (2000) - Sultans of Swing: The Very Best of Dire Straits – "Heavy Fuel" (musikvideo fra 1999) - The Magical Legend of the Leprechauns (1999) - P.U.N.K.S. (1999) - The Debtors (1999) - Purgatory (1999) - Last Rites (1998) - Bug Buster (1998) - Hard Rain (1998) - Fars fede Las Vegas ferie (1997) - Last Dance (1996) - The Siege at Ruby Ridge (1996) - Independence Day (1996) - Kingpin (1996) - Get on the Bus (1996) - Bye Bye Love (1995) - Next Door (1994) (Tv-film) - The Paper (1994) - Major League II (1994) - Curse of the Starving Class (1994) - Freaked (1993) - Frankenstein (1992) - Picture This: The Times of Peter Bogdanovich in Archer City, Texas (1991) (dokumentar) | - Cold Dog Soup (1990) - Martians Go Home (1990) - Days of Thunder (1990) - Quick Change (1990) - Texasville (1990) - Parents (1989) - Out Cold (1989) - Last Rites (1989) - Bloodhounds of Broadway (1989) - Fars fede juleferie (1989) - Moving (1988) - Dead Solid Perfect (1988) - Caddyshack II (1988) - Sweet Country (1987) - No Man's Land (1987) - LBJ: The Early Years (1987) TV movie - The Wraith (1986) - The Slugger's Wife (1985) - Fool for Love (1985) - The Wild Life (1984) - Fars fede ferie (1983) - Of Mice and Men (1981) TV movie - Heartbeeps (1981) - Foxes (1980) - The Long Riders (1980) - Three Warriors (1978) - Midnight Express (1978) - The Choirboys (1977) - The Missouri Breaks (1976) - Bound for Glory (1976) - Breakout (1975) - The Apprenticeship of Duddy Kravitz (1974) - Lolly-Madonna XXX (1973) - Paper Moon (1973) - The Last Detail (1973) - What's Up, Doc? (1972) - The Last Picture Show (1971) - Targets (1968) |

## Parodier på kendte mennesker
- Bob Guccione
- Ed McMahon
- Lyle Alzado
- John F. Kennedy
- Ronald Reagan (ofte sammen med Terry Sweeney som Nancy Reagan)
- Roy Orbison
- Lyndon La Rouche
- Gregory Peck
- Joaquín Andújar
- Karl 4. af Spanien